# La Albarda
La Albarda ist ein 50.000 Quadratmeter großer Garten in der Urbanisation La Sella, zwischen Dénia und Pedreguer in der Provinz Alicante in Spanien. Der Garten gehört dem Valenzianer Enrique Montoliu, der 1993 begann, ihn anzulegen. Obwohl er Privatbesitz ist, kann der Garten täglich zwischen 10 und 14 Uhr besichtigt werden.

## Besonderheit
In vielen Orten an Spaniens Mittelmeerküste werden Gärten mit exotischen Pflanzen und Rasenflächen angelegt, die eigentlich weit entfernt sind von der Anpassung an das dortige Klima.
Montoliu möchte mit seinem Garten eine Alternative zeigen, die auf der Grundlage des Anbaus einheimischer Pflanzen beruht, die viel besser und schneller wachsen können. Damit soll gleichzeitig ein Zeichen für eine bessere Umwelt gesetzt werden.

## Fundación Enrique Montoliu
Die Stiftung Enrique Montoliu gründete der Umweltschützer 1996, um die Möglichkeit zum Ankauf weiterer Naturreservate zu schaffen. Das bedeutendste Projekt seit der Gründung, ist das Reservat des Landgutes von Peraire. Dieses Grundstück mit einer Ausdehnung von mehr als 240 Hektar liegt im Norden der Provinz Castellón und wird nun von der Stiftung erhalten.